# Antonio Soler (compositore)
Antoni Francesc Xavier Josep Soler Ramos, conosciuto anche solo come Padre Soler (Olot, 1729 – San Lorenzo de El Escorial, 20 dicembre 1783), è stato un compositore e organista spagnolo.
I suoi lavori si collocano tra il tardo barocco e il primo classicismo ed è principalmente conosciuto per le sue sonate per tastiera, un importante contributo al repertorio clavicembalistico, fortepianistico e organistico.

## Biografia
Soler nacque nel 1729 (si ignora la precisa data di nascita) e fu battezzato il 3 dicembre dello stesso anno a Olot de Porrera un comune della provincia di Girona, in Catalogna. Nel 1736, all'età di sei anni entrò nel coro scolastico del Monastero di Montserrat, dove studiò musica sotto la guida del maestro di cappella Benito Esteve e dell'organista Benito Valls. Nel 1744 fu nominato organista della cattedrale di la Seu d'Urgell, dove ricevette nel 1752 l'ordine di suddiacono. Il 25 settembre dello stesso anno entrò nell'ordine dei Geronimiti al monastero di El Escorial, dove divenne anche organista permanente.
Tra il 1752 e il 1757 ebbe occasione di perfezionarsi nella composizione con il celebre Domenico Scarlatti e con José de Nebra, i quali si recavano spesso a El Escorial a seguito della famiglia reale spagnola. Nel 1757, nello stesso monastero, fu elevato alla carica di direttore della cappella, succedendo a Padre Gabriel de Moratilla. Nel 1762 pubblicò a Madrid il suo primo trattato (in due libri) sulla modulazione e la risoluzione dei canoni. Tra il 1761 e il 1771 intrattenne una corrispondenza con il Duca di Medina e nel 1765 con Padre Martini.
Nel 1766 fu nominato insegnante di musica del principe Gabriel, figlio del re Carlo III di Spagna, incarico che mantenne per circa 20 anni, sino alla morte.

## Considerazioni sull'artista
I lavori più conosciuti di Padre Soler sono sicuramente le sue sonate per tastiera, le quali vengono paragonate a quelle di Domenico Scarlatti, il quale, essendo stato suo maestro, esercitò una notevole influenza sulle sue composizioni. 
Le sonate di Soler, che nella sua epoca gli valsero il soprannome di El diablo vestido de frail (diavolo vestito da monaco), sono state catalogate dal musicologo Samuel Rubio verso gli inizi del XX secolo.

## Lavori

### Vocali
- 10 messe
- 5 requiem
- 51 salmi
- 9 Miserere
- 24 inni
- Stabat Mater per 2 soprani e basso continuo (1775)
- Veni creator per 8 voci e strumenti (1753)
- 13 Magnificat
- 14 Benedicamus Domino
- 14 litanie
- 28 lamentazioni
- 16 lezioni
- 4 sequenze
- 16 responsori
- 6 mottetti
- 4 Salve regina
- 132 villancicos

### Strumentali
- Aria varié per clarinetto e fortepiano
- 120 sonate per tastiera
- Fandango
- 6 quintetti per 2 violini, viola, violoncello e organo
- 6 conciertos de dos órganos obligados
- Lavori liturgici per organo

### Scritti
- Llave de la modulación, y antigüedades de la música en que se trata del fundamento necessario para saber modular: theórica, y práctica para el más claro conocimiento de qualquier especie de figuras, desde el tiempo de Juan de Muris, hasta hoy, con algunos cánones enigmáticos, y sus resoluciones (1762, Madrid)
- Satisfacción a los reparos precisos hechos por D. Antonio Roel del Rio, a la Llave de la modulación (1765, Madrid)
- Carta escrita a un amigo en que le da parte de un diálogo ultimamente publicado contra su Llave de la modulación (1766, Madrid)
- Combinación de Monedas y Cálculo manifesto contra el Libro anónimo intitulado: Correspondencia de la Moneda de Cataluña a la de Castilla (1771, Barcellona)